# Catedral de Orense
La catedral de Orense, dedicada a San Martín, es el principal monumento religioso de la ciudad. Edificado entre los siglos XII y XIII, este templo tiene honores de basílica menor desde el año 1867, según Breve Pontificio del papa Pio IX firmado el 30 de junio de ese año.
Actualmente, la catedral está considerada Bien de Interés Cultural (fue declarada Monumento histórico-artístico perteneciente al Tesoro Artístico Nacional mediante decreto del 3 de junio de 1931).
Datado de la segunda mitad del siglo XII y primera del XIII y habiendo sido consagrado su Altar Mayor en 1188, está considerado como uno de los grandes templos románicos de España y una de las construcciones culminantes de la Edad Media en Galicia. Los añadidos posteriores, que no desfiguran su fundamental unidad, constituyen una variada muestra de los diferentes estilos de épocas sucesivas (románico, gótico, renacentista, barroco, neoclásico y actual).
Su estructura, románica de transición (muy notable en este sentido), tiene planta de cruz latina de ochenta y cuatro metros de largo, tres naves separadas por pilares cruciformes y arcos doblados y apuntados con bóvedas de crucería. La arquitectura posee influencias del mundo cisterciense en algunos aspectos de la estructura arquitectónica y de la escuela mateana compostelana en lo relativo a lo escultórico (especialmente la decoración de las portadas).
La catedral toma el relevo de la anterior basílica de período suevo; algunos autores sitúan esta primitiva basílica sobre el mismo solar de la actual catedral, mientras que otros sostienen que aquel templo suevo se situaría en el lugar que hoy ocupa la iglesia de Santa María Madre (gestionada también por el cabildo catedralicio en la actualidad). La actual catedral de Orense recoge también la advocación de la sede episcopal de San Martín de Tours, iniciada en época sueva.

## Exterior
Las portadas meridional y septentrional son similares, con arquivolta interior polilobulada y una riqueza escultórica de gran calidad y clara influencia compostelana del Maestro Mateo.

### Fachada principal
Concebida al estilo de un nártex —un vestíbulo abierto al interior—, se compone de tres portadas románicas con arcadas de medio punto roto, desmejoradas y desfiguradas por obras de consolidación y cierre llevadas a cabo en el siglo XVI. A pesar de ello está considerada como una buena muestra de arquitectura románica, inspirada en la desaparecida homóloga de Santiago de Compostela. En la ornamentación se pueden contemplar vestigios islámicos de influencia de la escuela del Maestro Mateo. En el pilar central se halla la figura del rey David, removida de su lugar originario y colocada aquí en el siglo XVI.

### Torres de la catedral
La catedral cuenta con dos torres terminadas y una inacabada. En la parte oeste del templo, flanqueando la fachada principal, se eleva al norte la Torre de las Campanas, de cuarenta metros de altura. Sobre la original torre románica se elevaron dos cuerpos en el siglo XVI, obra realizada por el maestro Pedro de Arén siguiendo una línea clasicista. En el lado sur de la fachada principal se encuentra la inacabada Torre de San Martín, iniciada en el siglo XVI, la cual debe su nombre a un relieve del santo grabado en la esquina. Finalmente, en la fachada sur, con entrada desde la plaza del Trigo, se levanta la Torre del Reloj, del siglo XVI.

### Fachada norte
Esta fachada, la cual conserva el aspecto originario de fortaleza, ofrece una curiosa combinación del estilo románico y gótico. En el año 1471 Don Alonso Pimentel, conde de Benavente, asaltó la catedral por su lado norte, quedando la fachada prácticamente destruida. Después del asalto el propio conde, arrepentido, se encargó de financiar la reconstrucción de la misma, motivo por el cual esta fachada ofrece la combinación de estilos artísticos superpuestos. Este asalto debe entenderse dentro del contexto de las disputas nobiliarias entre el conde de Benavente y el de Lemos en la ciudad de Orense durante el siglo XV.
Es gracias a la posterior restauración, en el siglo XV, que actualmente se pueden apreciar notables muestras románicas como los fustes de mármol sobre los que descansan decoradas arquivoltas con motivos ornamentales provenientes de la escuela del Maestro Mateo y el patín de época románica en el que se halla la Puerta de la Misericordia.

### Fachada sur

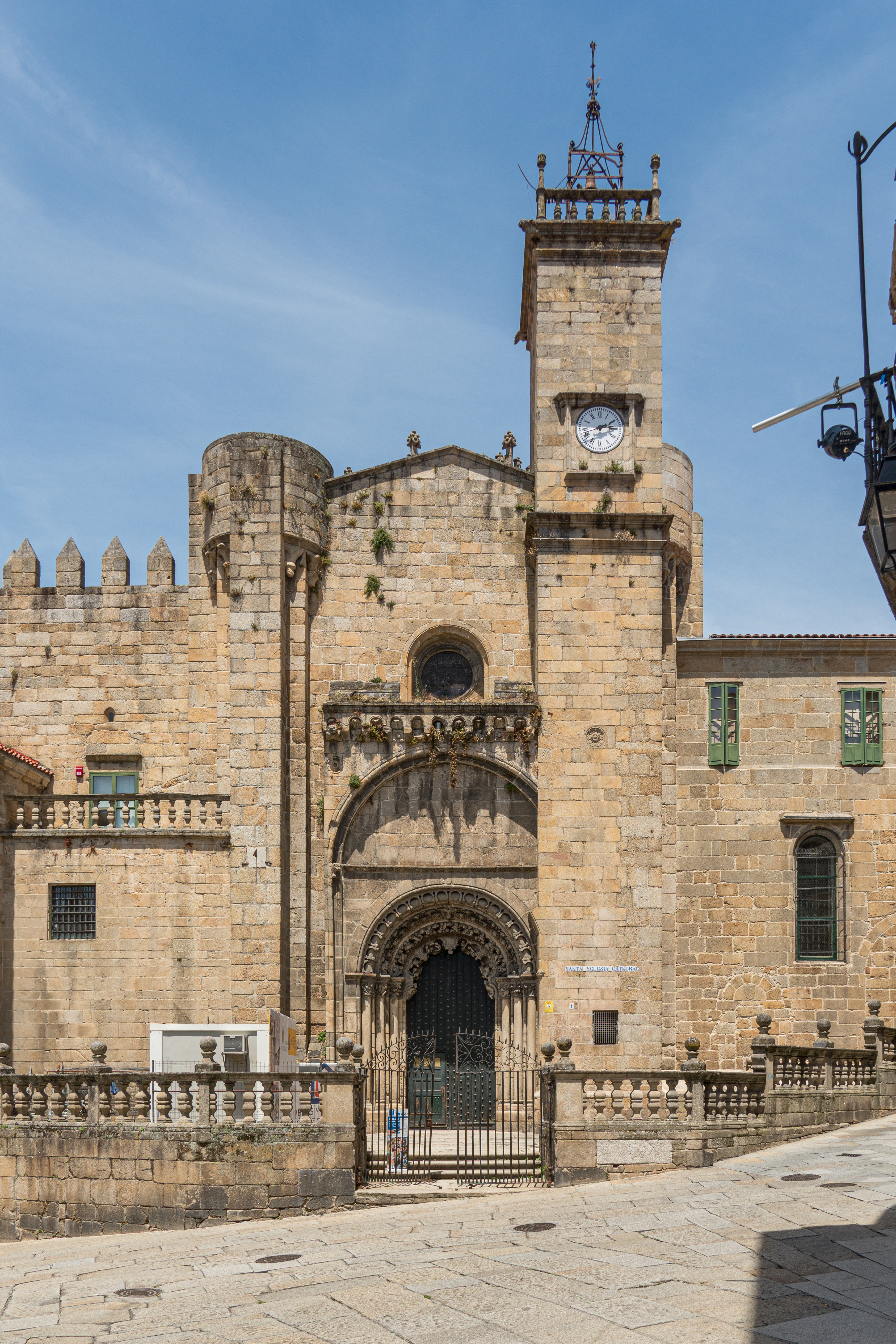
Fachada sur y torre del reloj

Esta fachada, con aspecto de fortificación y a la cual se accede desde la Plaza del Trigo, es una de las más bellas obras del románico español, con influencias del Maestro Mateo. En el costado derecho se levanta la Torre del Reloj, del siglo XVI y de carácter renacentista. Su construcción rompió la armonía original de la fachada al suprimir una de las dos torrecillas cilíndricas que flanquean la portada.

### Ábside y aleros
En dirección a la plaza del Corregidor se halla la cabecera del templo, con ábsides y aleros y la silueta del cimborrio de volumen octogonal.

## Interior
En origen era un edificio de tres naves con transepto y cabecera de triple ábside (aunque actualmente muy transformada y mutilada por la construcción de la girola). 
Las naves tienen bóvedas de crucería sencilla y arcos apuntados que se apoyan sobre pilares cruciformes con semicolumnas adosadas. El destacado cimborrio gótico sobre el crucero fue erigido entre 1499 y 1505.

### Pórtico del Paraíso

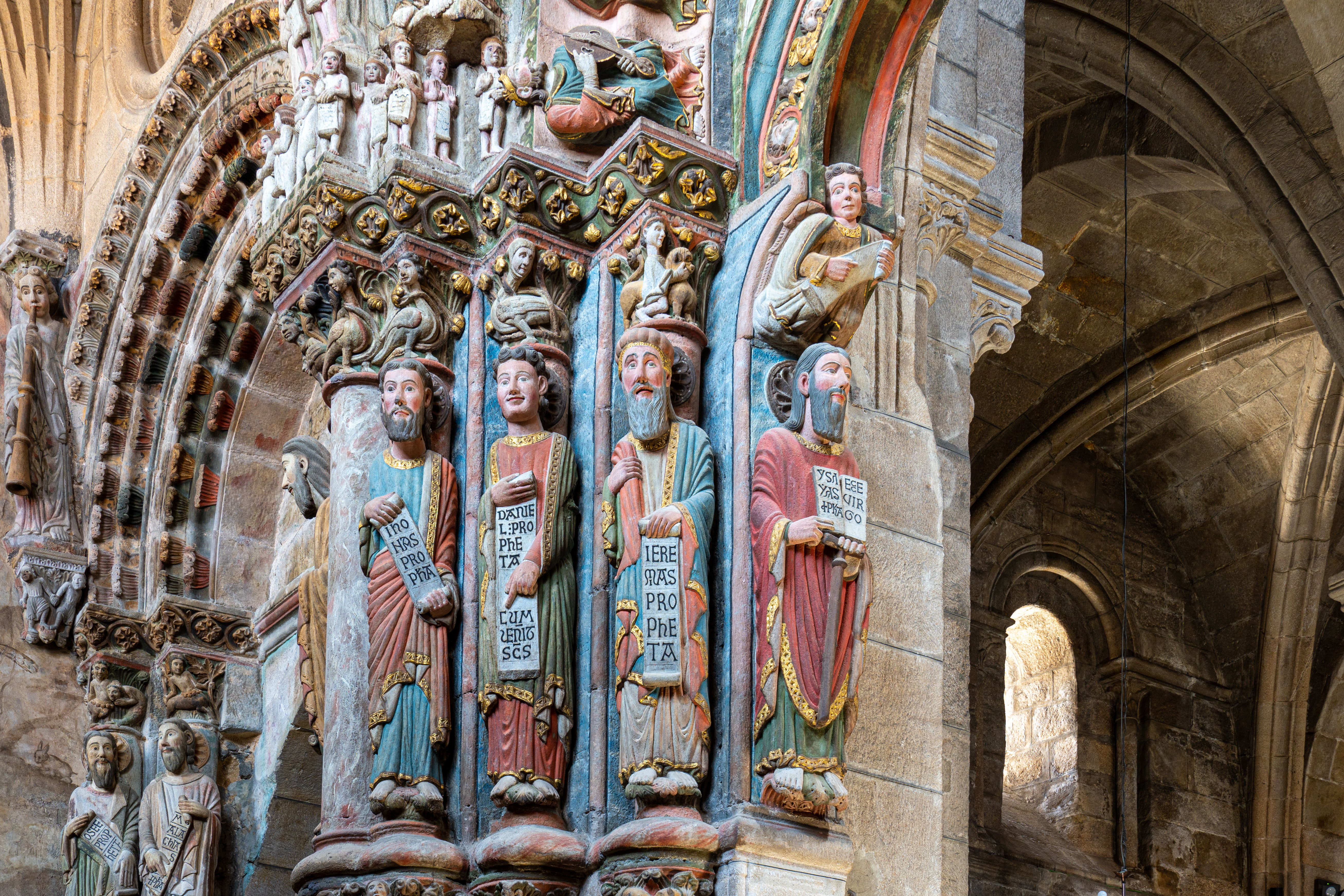
Sección norte del pórtico del Paraíso

La gran entrada occidental (Pórtico del Paraíso) reproduce, de manera simplificada, la estructura del Pórtico de la Gloria de la catedral compostelana, siendo posterior a este (mitad de siglo XIII), sin bien la escultura es más hierática y románica que la de Santiago.
Recreación a escala menor del Pórtico de la Gloria compostelano, el de Orense se construyó aproximadamente cincuenta años después de este, anunciando así el primer gótico. La policromía actual es del siglo XVIII, estando probablemente hecha sobre la original románica, de la que se observan restos en las figuras de las pilastras.
La intención de esta obra escultórica era instruir al antiguo pueblo medieval en las sagradas escrituras. De izquierda a derecha aparecen representados los profetas del Antiguo Testamento, mientras que a la derecha figuran nueve de los doce apóstoles, estando presentes en la arcada central los veinticuatro ancianos del apocalipsis con instrumentos musicales. Así mismo, en el arco menor de la derecha se representa el juicio final.

### Capilla del Santo Cristo
El Santo Cristo de Orense es una talla de la que se tiene constancia desde el siglo XIV. Sujeto de diversas leyendas, la talla se caracteriza por ser la escultura más famosa de la catedral, siendo la más visitada y venerada.
La capilla, separada del brazo norte del crucero por una artística reja de Juan Bautista Celma elaborada en 1606 la cual ostenta el escudo del obispo Don Pedro González de Acebedo, ésta fue construida en la antigua sacristía de la catedral por Juan de Herrera, quien la finalizó en 1527, siendo alargada de 1674 a 1685 por Pedro de Arén.
El baldaquino es de Domingo de Andrade, y los retablos obra de Castro Canseco. En ellos se encuentran tallas de gran interés como la Virgen Blanca en alabastro o el San Mauro de Francisco de Moure. En la parte superior hay pinturas del siglo XVIII que representan escenas de la vida de Cristo y alguna otra más reciente, como la de la cena de Emaús.

### Cimborrio

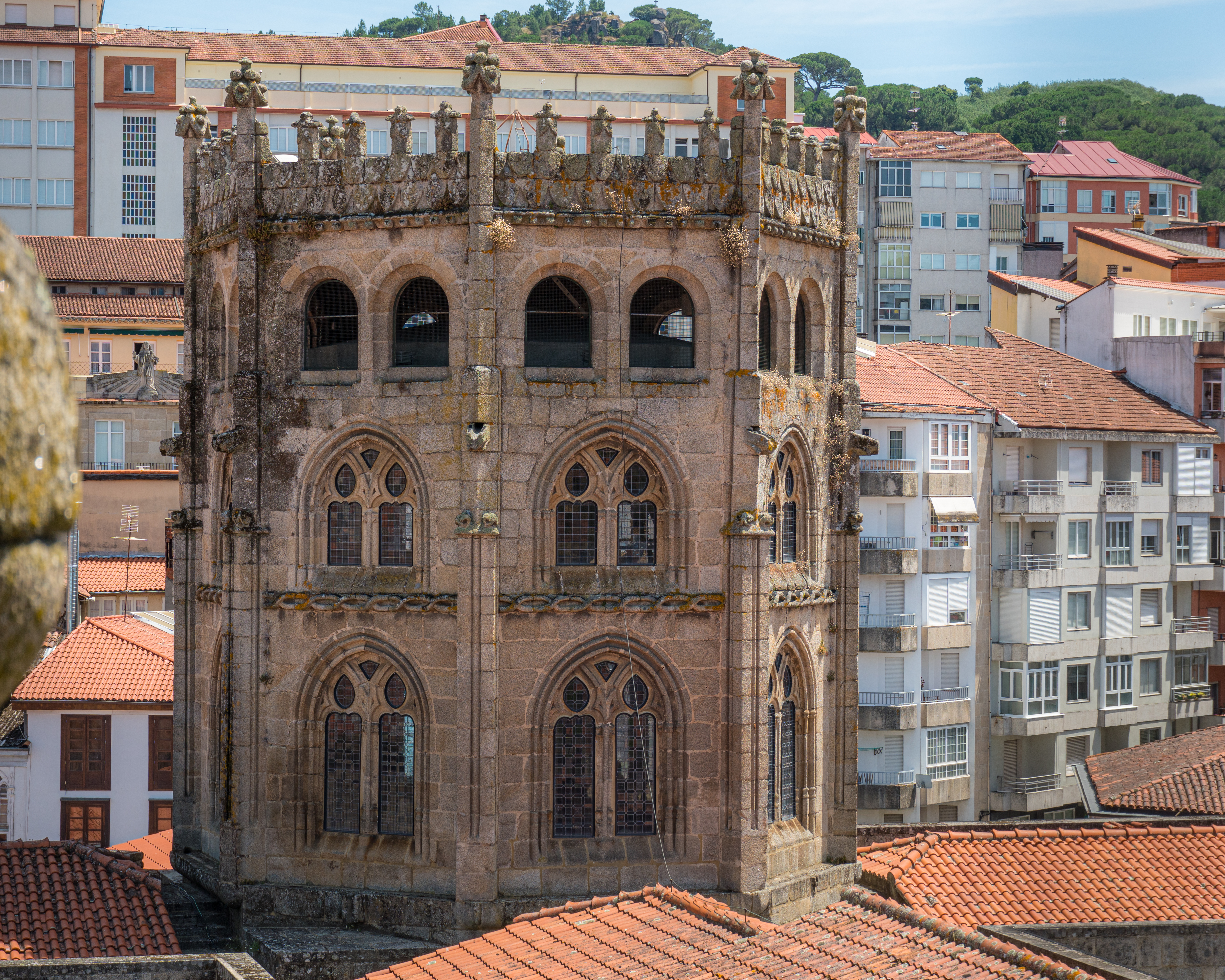
Cimborrio

De los más notables de España y uno de los tres únicos que hay del siglo XV junto con el de la Seo de Zaragoza y el de Tarazona, fue elaborado por Rodrigo de Badajoz entre los años 1499 y 1505. De estilo gótico dentro de la corriente hispano-flamenca, constituye uno de los elementos arquitectónicos más característicos y bellos de la catedral. De 28 metros de altura, luce elaborados ventanales y bóveda estrellada de ocho puntas.

### Deambulatorio
De principios del siglo XVII, se considera una obra poco afortunada debido a que mutiló la antigua cabecera románica, sustituyéndola por una cabecera de estilo grecorromano con siete capillas absidales: la Capilla de la Conversión de San Pablo, la Capilla de Santa Isabel, la Capilla de la Inmaculada, la Capilla de la Resurrección, la Capilla de la Virgen de la Asunción, la Capilla de San Antonio y la Capilla de San José (estas dos últimas consistentes en arcosolios).

### Altar Mayor

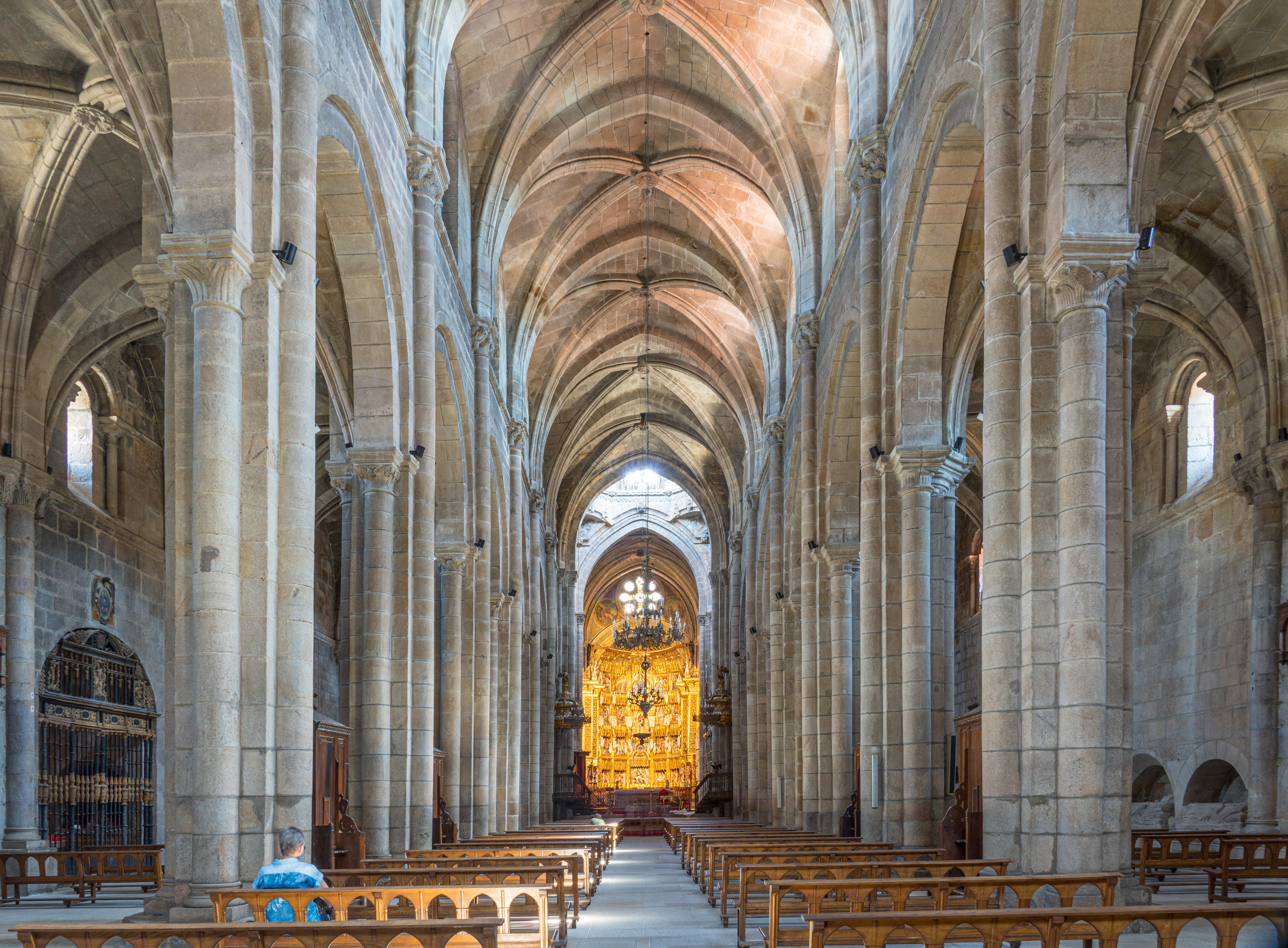
Panorama interior

El Altar Mayor destaca por su magnífico retablo gótico, obra de Cornelis de Holanda, construido entre 1516 y 1520. Las rejas del presbiterio y coro, cuyo autor es Celma, son de la segunda mitad del siglo XVI, siendo también los dos púlpitos obra suya. La sillería del coro (1580-1590), hecha en madera de nogal, es obra de Diego de Solís y Juan de Angers, con gran influencia de Juan de Juni. Esta sillería está desmembrada en la actualidad entre la capilla del Santo Cristo y otros rincones del edificio.
Otra joya de la Capilla Mayor es el sepulcro gótico anónimo situado a la derecha, de comienzos del siglo XIV, uno de los más importantes monumentos sepulcrales que conserva Galicia. No se sabe a quien estuvo destinado ni tampoco si llegó a utilizarse.

### Museo de la catedral
Se conoce bajo esta denominación a la amplia colección de arte sacro expuesta dentro de los muros de la inacabada Claustra Nova (muestra excepcional de arquitectura gótica, escasa en Galicia, con pinturas murales de las últimas décadas del siglo XV o muy primeros años del siglo XVI). Algunas de las piezas notables del museo son el Esmalte de Limoges, el Misal Auriense, la Cruz Preciosa, el relicario de Santa Constanza, el portapaz de la Quinta Angustia, las dos tallas de la Inmaculada Concepción obra de Mateo de Prado (una Inmaculada de 1656 y una Purísima de 1658), una Concepción de Francisco de Moure, la Virgen de la O, la Virgen de Reza, la Virgen de Seixalbo y un Ecce Homo del siglo XVI.